# گروسدایتمانس
گروسدایتمانس (به آلمانی: Großdietmanns) یک منطقهٔ مسکونی در اتریش است که در ناحیه گموند واقع شده‌است. گروسدایتمانس ۲٬۱۸۳ نفر جمعیت دارد.